# Boudiera acanthospora
Boudiera acanthospora är en svampart som beskrevs av Dissing & T. Schumach. 1979. Boudiera acanthospora ingår i släktet Boudiera och familjen Pezizaceae.   Inga underarter finns listade i Catalogue of Life.